# Яранская мужская гимназия
Яранская мужская гимназия — всесословное среднее учебное заведение, открытое в Яранске в 1910 году.

## История
Здание построено купцами Беляевыми в конце XIX века. Некоторое время принадлежал мужскому Яранскому Пророчицкому монастырю в качестве заезжего двора. В 1909 году здание арендовано под частное мужское учебное заведение, ставшее через год мужской гимназией, а позднее — средней школой. Сейчас — средняя школа №2 имени А. Жаркова.

## Директора гимназии
- Исполатов Сергей Арсеньевич (1910—1919)[1]

## Известные выпускники
- Соломин, Павел Михайлович (вып. 1917) — советский врач, деятель в области здравоохранения.
- Сумароков, Виктор Павлович (вып. 1918) — химик, специалист по обработке древесины[2].